# Список национальных парков Эфиопии

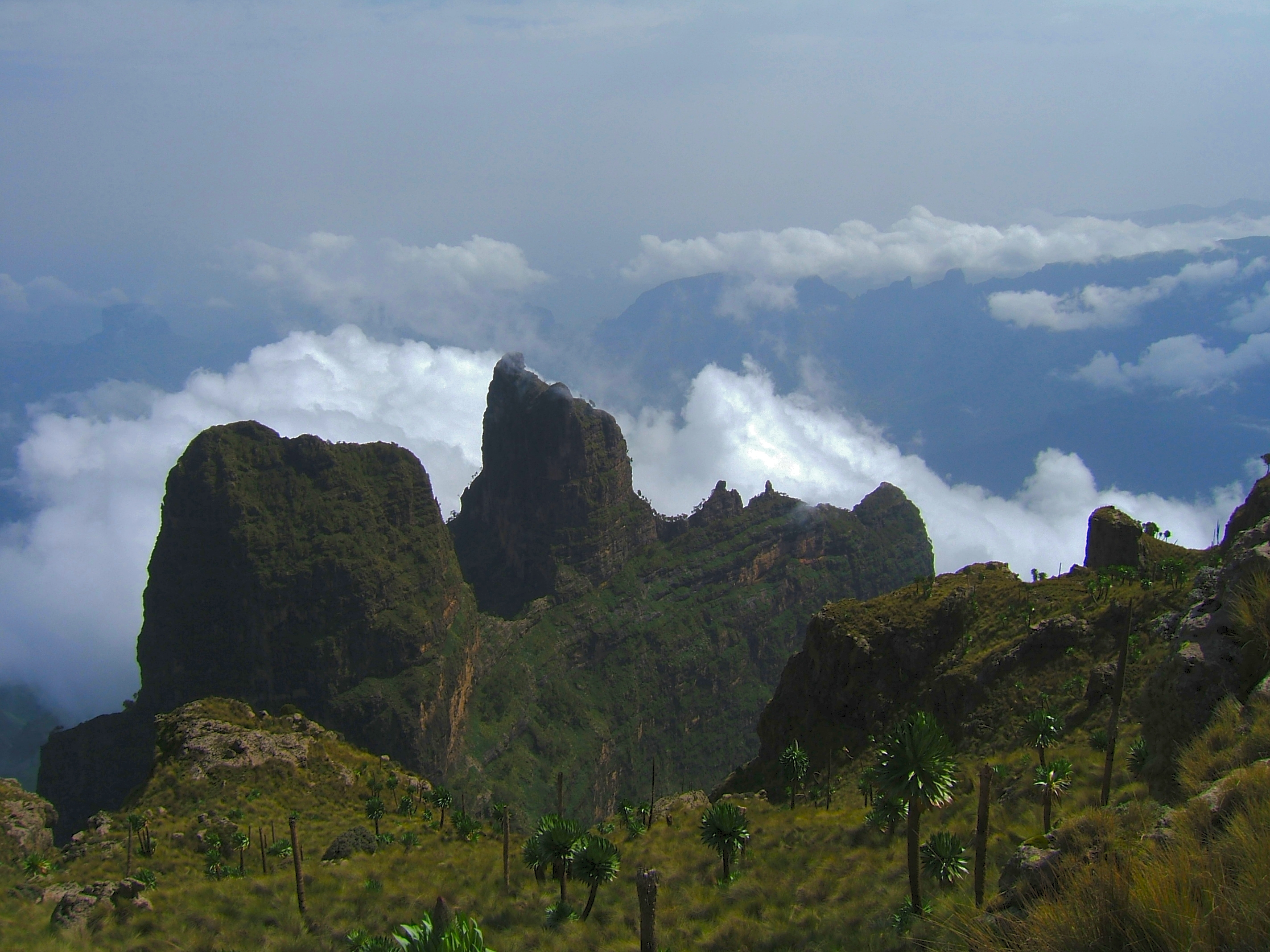
Национальный парк Горы Сымен

Общая площадь всех национальных парков Эфиопии 19 818,6 км². Это 2 % от площади всей страны.
Национальные парки Эфиопии:
- Национальный парк Абиджата-Шала
- Национальный парк Аваш
- Национальный парк Гамбела
- Национальный парк Горы Бале
- Национальный парк Маго
- Национальный парк Нечисар
- Национальный парк Омо
- Национальный парк Горы Сымен
- Национальный парк Янгуди